# Else Torp
Else Torp (født 12. november 1968) er en dansk sopran født i Roskilde .

## Karriere
Else Torp er medlem af Paul Hilliers Theater of Voices, hvor hun synger ældre og barokke værker af komponister som Abelard, Lassus, Tallis og Schütz samt moderne værker af bl.a. Cage, Stockhausen og Pärt . Hun har også samarbejdet med anerkendte ensembler som Concerto Copenhagen, Lautten Compagney i Berlin og Kronos Quartet.
Else Torp specialiserede sig først i barok og tidligere musik, men er også anerkendt som en eksponent for nyere musik. Hun har sunget med orkestre som det skotske kammerorkester, Gulbenkian Orchestra, Lautten Compagney Berlin og på optagelser med ensembler som Theatre of Voices, London Sinfonietta, Smith Quartet og Kronos Quartet. Efter et nyligt koncert- og cd-projekt skrev David Harrington : ”Som violinist bedømmer jeg kvaliteten af mine høje toner af dem, jeg har hørt Else Torp synge. Hvilken inspiration. ” Else Torp synger også et omfattende repertoire af tyske og danske lieder og præsenterer eksotiske værker som William Waltons Facade og Judith Weirs opera Kong Haralds saga. Hendes Harmonia Mundi-optagelse af Arvo Pärts "My Heart's in the Highlands" med organist Christopher Bowers-Broadbent er på lydsporet af Paolo Sorrentinos Oscar-vindende Den store skønhed (originaltitel: The Great Beauty) og blev valgt af Nick Cave til at blive vist på en promoverings-cd i februar 2014-udgave af MOJO Music Magazine, USA. Hun sang også på "Distant Sky" på Nick Caves album fra 2016 album Skeleton Tree. 